# Joseph Rollo
Pour les articles homonymes, voir Rollo (homonymie).
Joseph Rollo, né le 10 juin 1891 à Vannes et mort en déportation en avril 1945 à Neuengamme, est un syndicaliste et résistant français. Il est l'auteur, en 1943, de l’« Appel aux instituteurs de France », lu au micro de la BBC et invitant les instituteurs à participer à la Résistance.

## Biographie
Instituteur, puis directeur d'école à Auray, il fait partie des militants qui, bravant l'interdiction du syndicalisme enseignant, participent à l'animation de la Fédération nationale des syndicats d'instituteurs avant la Première Guerre mondiale. Il devient, en 1912, membre du conseil fédéral de ce syndicat.
Mobilisé dans la Marine en 1914, il passe l'essentiel de la guerre au sein d'un détachement stationné au Portugal.
De retour en France après sa démobilisation, il reprend son activité militante dans le syndicalisme. Il fait notamment partie de ceux qui s'opposent à l'entrée "en masse" des adhérents de la fédération des amicales d'instituteurs, devenue depuis peu Syndicat national des instituteurs, dans la CGT, allant même jusqu'à qualifier ses adhérents de "jaunes" pour avoir refusé de rejoindre la confédération ouvrière plus tôt. Il est suivi sur ces positions par son syndicat départemental, qui est finalement exclu de la CGT en 1922, et décide de rejoindre la CGTU.
Au sein de la fédération de l'enseignement de la confédération unitaire, Rollo prend des responsabilités nationales : secrétaire pédagogique en 1923, puis secrétaire général en 1925.
Membre du Parti communiste français dès sa création en 1921, Rollo est un militant très actif pendant les années 1920. Son engagement syndical se heurte cependant aux directives de plus en plus pressantes de la direction du parti, qui s'oppose ainsi à l'indépendance syndicale. À partir de 1929, il conteste la subordination de la CGTU aux ordres venant de Moscou, et rompt progressivement avec la direction communiste jusqu'à être exclu du parti en 1931.
Il rejoint alors la SFIO, sans pour autant prendre de responsabilités en son sein.
Lors de la réunification des deux fédérations enseignantes, en 1935, la fusion de la section départementale du SNI et du syndicat unitaire des instituteurs du Morbihan se déroule très facilement. Rollo est ainsi secrétaire départemental adjoint en 1935, puis secrétaire départemental en 1936. Il est l'auteur en juin 1939 d’une brochure sur « l’école laïque en danger ».
Lors de la dissolution des syndicats enseignants par le régime de Vichy, en 1940, Rollo n'accepte pas cette mesure et maintient des liens militants avec d'autres responsables du SNI,. Il participe à la Résistance, sous le nom de Real, dès 1943 au sein du réseau du Colonel Rémy, puis à partir de 1944 au sein de Libération-Nord. En février 1943, il devient secrétaire général du SNI clandestin. Il est notamment l’auteur d’un texte diffusé sur la radio anglaise BBC, « l’appel aux instituteurs de France », afin de les encourager à s’engager dans la résistance.
Il est cependant arrêté par les services secrets allemands en mars 1944 puis transféré le 28 juin 1944 à Rennes. Déporté le 28 juillet 1944 de Compiègne, il est transféré le 31 juillet 1944 au camp de concentration de Neuengamme. Il y est fusillé en avril 1945, au moment de l'évacuation du camp. L’inhumation du corps de Joseph Rollo a eu lieu le 18 décembre 1960 dans la crypte de la Sorbonne,,.
Joseph Rollo est déclaré mort pour la France.
Son épouse Renée Coltat était institutrice, syndicaliste et résistante. 

## Décorations
- Médaille de la Résistance française avec rosette (31 mars 1947)[17]

## Hommages
- Joseph Rollo a été inhumé dans la crypte de la Sorbonne le 18 décembre 1960[12],[13],[14].
- À Lorient, Auray et La Verrière une rue porte son nom.
- Une école d'Auray et une école de Pluvigner portent son nom.
- Une école primaire à Laudun-l'Ardoise porte son nom